# 小森航大郎
小森航大郎（日语：／ Komori Kōtarō，2003年4月30日—）是一名出生於日本福岡縣北九州市的職業棒球選手，效力於日本職棒東京養樂多燕子，主要守備位置為內野手。

## 個人情報

### 背號
- 59（2022年－）

## 外部連結
- 小森航大郎在日本職棒（英语）